# Titan-Barrikadij
Titan-Barrikadij (in russo Федеральный научно-производственный центр «Титан-Баррикады»?, Federal'nyj naučno-pronzvodstvennyj centr «Titan-Barrikady», lett. "Centro federale di ricerca e produzione «Titan-Barrikadij»"), conosciuta nel XX secolo anche come Fabbrica di cannoni "Barricate", è un'azienda meccanica attiva nell'industria degli armamenti, in particolare nella produzione di artiglieria e sistemi missilistici, situata a Volgograd, in Russia. L'attività dello stabilimento comprende sia la fase di ricerca e progettazione, sia quella di lavorazione e produzione finale. 
La fabbrica, creata nel 1914 e potenziata nel periodo dell'Unione Sovietica, venne quasi completamente distrutta nel corso della battaglia di Stalingrado, durante la quale si combatterono scontri violentissimi tra truppe tedesche e sovietiche all'interno dello stabilimento. Ricostruita, riattiva e potenziata ha svolto un ruolo importante nel complesso militare industriale, prima sovietico e poi russo. È sottoposta a sanzioni da parte delle potenze occidentali per le sue attività produttive collegate con l'invasione russa dell'Ucraina del 2022. 

## Storia
All'inizio del XX secolo l'Impero russo disponeva per i suoi ambiziosi programmi di potenziamento militare solo di due fabbriche per la produzione di cannoni di grosso calibro: a San Pietroburgo le officine Obuchov ("Obuchovskij zavod") e a Perm' la fabbrica di cannoni Motovilicha ("Motovilichinskie zavodij"); venne ritenuto quindi necessario ampliare la base del complesso militare-industriale dell'impero e nel 1914, con il contributo finanziario e tecnico della grande azienda britannica Vickers, venne dato inizio alla costruzione a Caricyn di un terzo stabilimento per la produzione di artiglierie pesanti per l'esercito russo che nel 1917, durante la prima guerra mondiale, fornì i primi cannoni, mentre contemporaneamente sviluppava l'attività di progettazione autonoma di nuove armi. Con la vittoria della Rivoluzione d'ottobre i bolscevichi presero il potere e costituirono l'Unione Sovietica; tutte le fabbriche vennero nazionalizzate e presero denominazioni rivoluzionarie; la "Fabbrica d'armi di Caricyn" divenne la "Fabbrica di cannoni Barricate" (conosciuta anche come "fabbrica Barricate Rosse") e passò a produrre durante la Guerra civile russa soprattutto treni corazzati, mentre la sezione di progettazione ricevette il nome di "Titan".

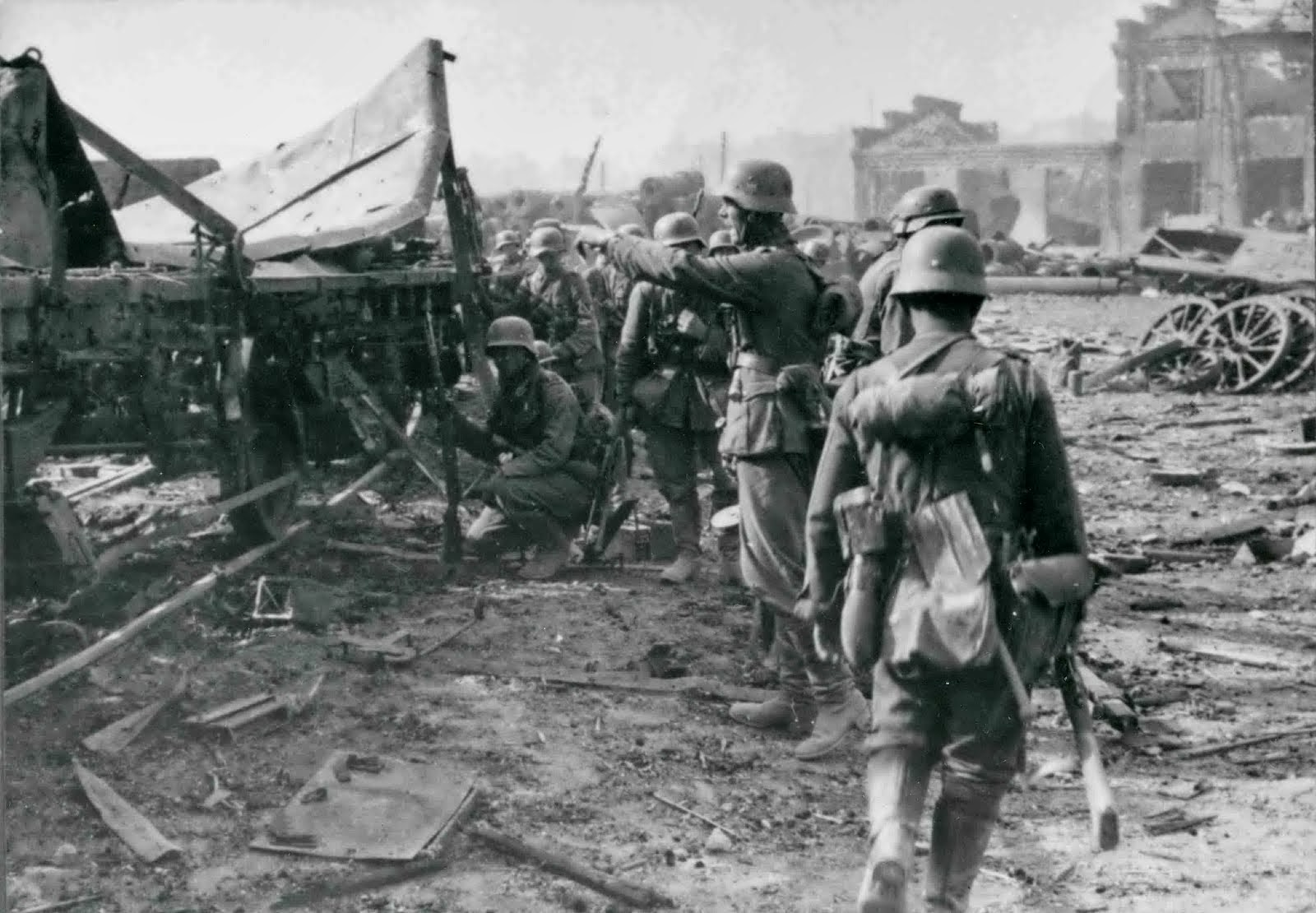
Truppe tedesche stanno per iniziare un nuovo attacco contro la fabbrica Barrikadij.

Negli anni trenta con l'attivazione dei piani quinquennali, la dirigenza sovietica potenziò l'industria degli armamenti per rafforzare l'Armata Rossa, e la fabbrica "Barrikadij" di Stalingrado, il nuovo nome dal 1925 di Caricyn, progettò e inizio la costruzione di cannoni, obici e mortai per l'esercito; in particolare vennero ideati e prodotti alla vigilia della seconda guerra mondiale  il 280 mm M1939, il 210 mm M1939 e il 203 mm M1931, che nel corso della guerra si sarebbero dimostrati efficienti e moderni, contribuendo al rafforzamento dell'artiglieria dell'Armata Rossa. La guerra tuttavia iniziò nell'estate 1941 in modo catastrofico per l'Unione Sovietica e l'Armata Rossa; la fabbrica di cannoni di Stalingrado si convertì rapidamente alla produzione in massa di artiglierie e mortai, ma nel 1942 la Wehrmacht tedesca avanzò con grande rapidità in Russia meridionale direttamente verso Stalingrado. La dirigenza sovietica prese la decisione di trasferire i centri di progettazione e produzione della città, che vennero evacuati a Sverdlovsk, Perm' e Yurga; il 23 agosto 1942 i tedeschi arrivarono nei sobborghi settentrionali dell'area urbana ed ebbe inizio la storica battaglia di Stalingrado. 

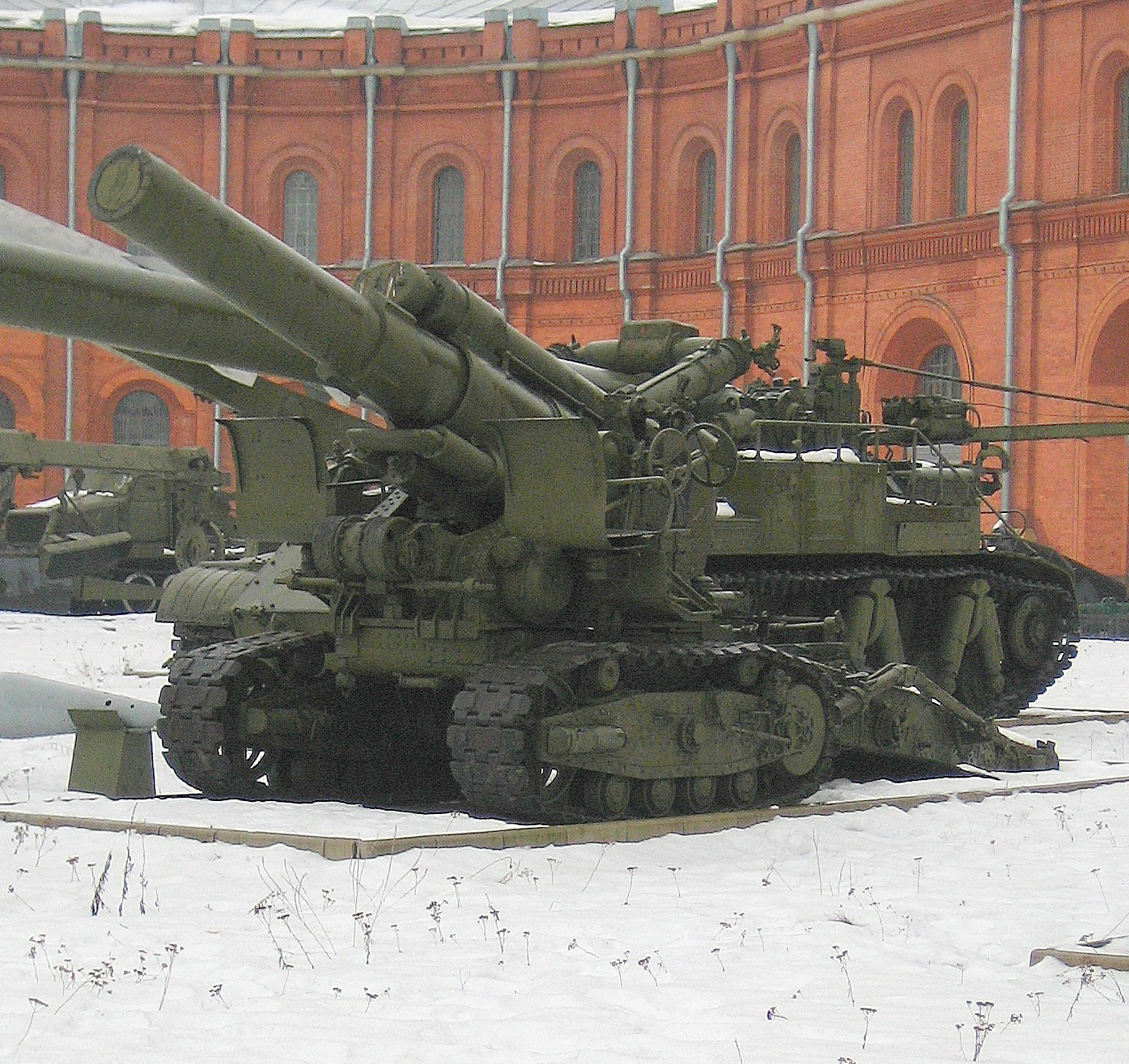
Il cannone pesante 280 mm M1939, progettato dalla fabbrica Barrikadij.

Durante la battaglia la 6. Armee tedesca, dopo avere raggiunto il Volga al centro della città, alla metà di ottobre 1942 attaccò in forze i quartieri industriali settentrionali accanitamente difesi dalle truppe sovietiche. Dopo la conquista della fabbrica di trattori, i soldati tedeschi della 305ª Divisione fanteria e della 94ª Divisione fanteria attaccarono la Barrikadij che era difesa principalmente dai decimati reparti della 308ª Divisione fucilieri e della 193ª Divisione fucilieri. Dopo combattimenti eccezionalmente violenti e sanguinosi all'interno delle officine in rovina della fabbrica, i tedeschi alla fine di ottobre guadagnarono terreno ed entrarono nello stabilimento ma i sovietici, rinforzati dalla 95ª Divisione fucilieri e dalla 138ª Divisione fucilieri, non si arresero e continuarono a combattere in piccoli nuclei dentro lo stabilimento e subito a est della fabbrica ormai distrutta. A novembre 1942. poco prima dell'inizio dell'operazione Urano, la grande controffensiva sovietica che avrebbe cambiato completamente l'esito della battaglia di Stalingrado, si continuava a combattere ancora in alcune aree della Barrikadij nella cosiddetta "isola di Ljudnikov" (dal nome del comandante della 138ª Divisione fucilieri, generale Ivan Ljudnikov) e più a sud, nella Fabbrica "Ottobre Rosso". Durante l'inverno 1942-1943 le truppe tedesche e sovietiche rimasero aggrappate alle posizioni raggiunte nelle grandi fabbriche devastate, compresa la Barrikadij, fino alla resa finale dei resti della 6. Armee tedesca il 2 febbraio 1943.

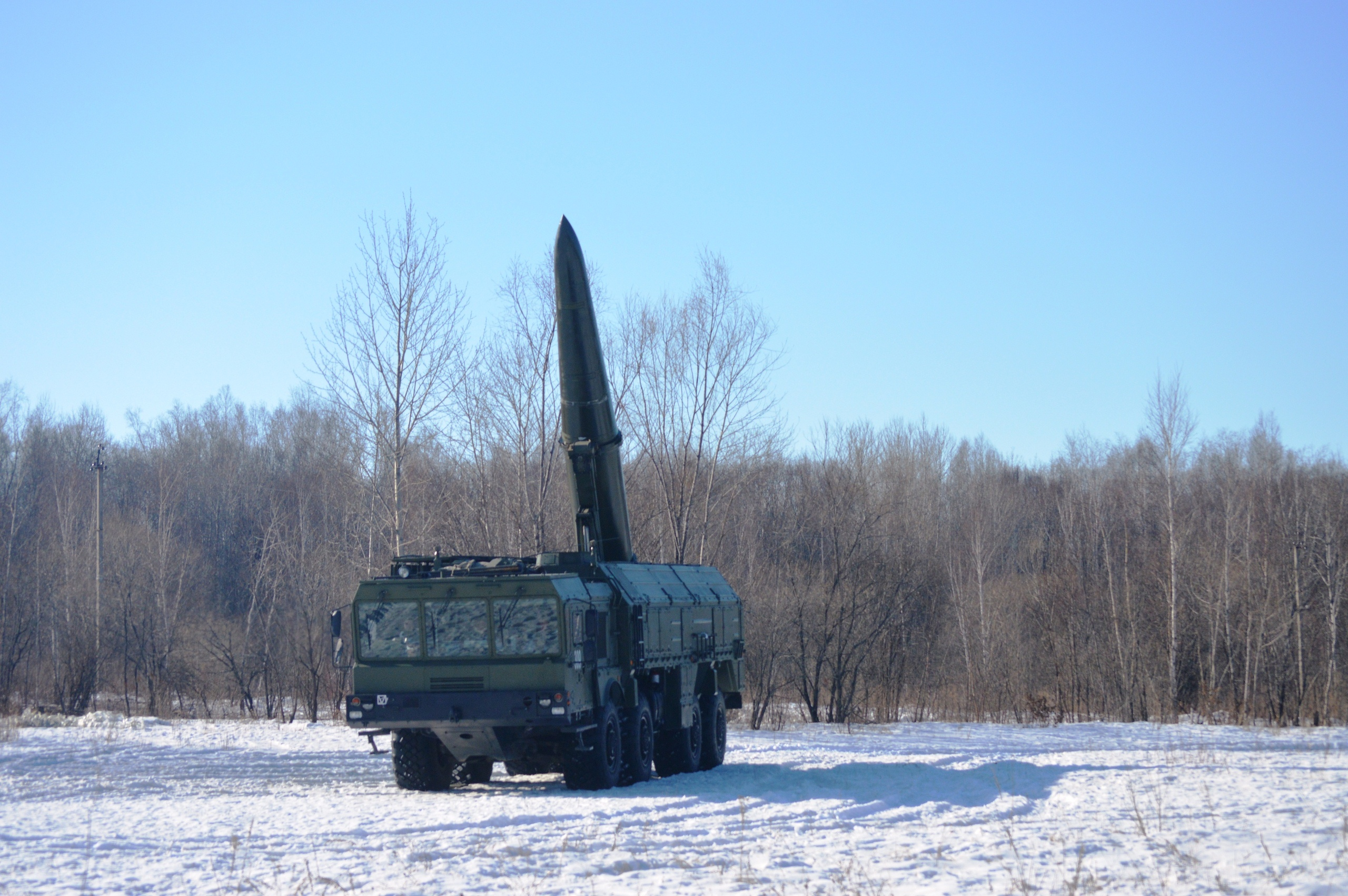
Sistema missilistico 9K720 Iskander.

I lavori di ricostruzione della fabbrica iniziarono subito e, nonostante gli enormi danni subiti, l'impianto riprese in parte l'attività già nel 1944 contribuendo, con la produzione di materiale d'artiglieria, compreso il cannone da 122 mm per il carro pesante JS II, al rafforzamento dell'Armata Rossa. Dopo la vittoria nella seconda guerra mondiale, l'Unione Sovietica, impegnata nella Guerra fredda, continuò a potenziare il suo complesso militare industriale e la fabbrica Barrikadij, completamente ricostruita e ampliata, assunse un ruolo di crescente importanza soprattutto a partire dagli anni cinquanta, nella produzione di artiglierie pesanti per l'esercito sovietico, di artiglieria costiera, di artiglieria navale per la Marina, a cui si affiancò la produzione meccanica civile per la nuova industria dell'energia nucleare. Negli anni sessanta, la Barrikadij diede inizio a un nuovo settore di ricerca, progettazione e produzione, con la fabbricazione dei moderni sistema di lancio missilistici a breve e medio raggio, 2K1 Mars e 9K52 Luna-M, a cui si affiancarono negli anni settanta e ottanta i sistemi più moderni OTR-21 Točka e RSD-10 (il famoso SS-20).  Al momento della dissoluzione dell'Unione Sovietica, lo stabilimento di Volgograd stava sviluppando e producendo, insieme a questi sistemi missilistici moderni, pezzi d'artiglieria trainati e i cannoni per i nuovi semoventi pesanti 2S7 Pion e 2S19 Msta, e i carri armati di ultima generazione T-72 e T-80.

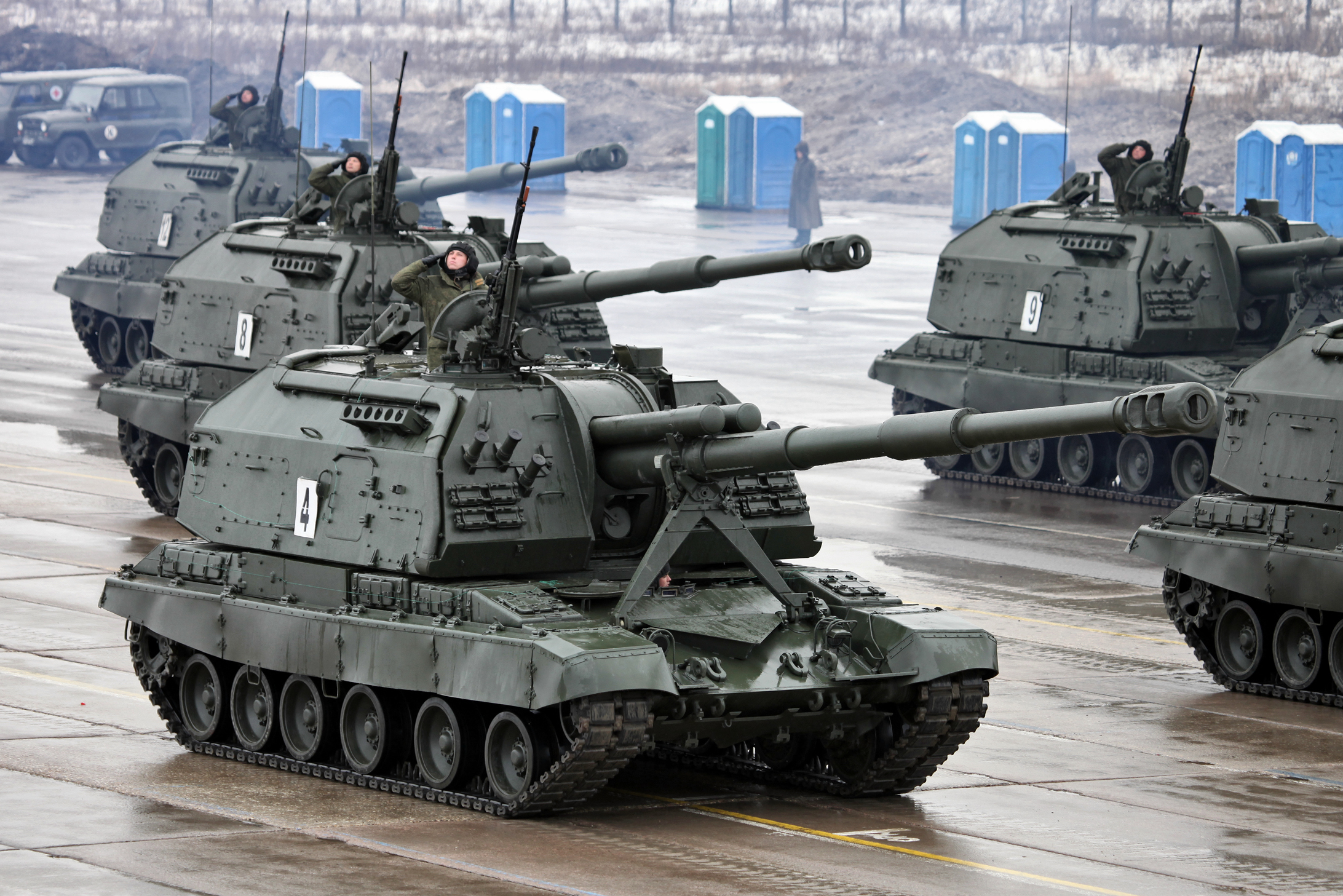
Semoventi d'artiglieria 2S19 Msta della Uraltransmaš; il cannone 2A64 da 152 mm di questo mezzo viene prodotto nella Titan-Barrikadij.

Nella Federazione russa, lo stabilimento Barrikadij è stato scorporato nel 1990 dal centro di progettazione che ha assunto la denominazione di "Titan" e ha continuato l'attività di ricerca e sviluppo nel campo dell'artiglieria convenzionale e di quella missilistica. Nonostante le difficoltà economiche e amministrative degli anni novanta, a partire dall'inizio del XXI secolo, l'azienda ha sviluppato e prodotto una nuova generazione di armi che hanno modernizzato il complesso militare russo; in particolare la fabbrica Barrikady ha prodotto l'artiglieria per gli ultimi modelli di semoventi 2S19 Msta e carri armati T-80 e T-90, e ha fabbricato i nuovi sistemi missilistici di grande potenza 9K720 Iskander, RT-2PM2 Topol'-M, R-30 Bulava e RS-24 Jars. Lo stabilimento ha continuato inoltre a sviluppare attività civili nel campo dell'ingegneria, dei macchinari industriali e dei sistemi di controllo dei fiumi e delle dighe. Negli anni dieci del XXI secolo l'azienda ha modificato ripetutamente l'assetto societario e l'organizzazione amministrativa; nel 2014 Titan e Barrikadij sono state nuovamente accorpate in uno conglomerato integrato "Titan-Barrikadij".
L'inizio della guerra su larga scala tra Russia e Ucraina nel febbraio 2022, ha avuto pesanti conseguenze per lo stabilimento Titan-Barrikadij che è rapidamente passato ad un'attività produttiva potenziata per rifornire, insieme alle altre grandi aziende del complesso militare industriale, le forze armate russe impegnate in un conflitto lungo e dispendioso. La fabbrica tuttavia ha subito le conseguenze del sistema di sanzioni imposto dalle potenze occidentali, a cominciare dal Regno Unito e dagli Stati Uniti nel 2022, seguiti dall'Unione Europea nel 2023, nei confronti della maggior parte delle società russe impegnate nella produzioni di armi impiegate dall'esercito russo nell'invasione dell'Ucraina.

## Onorificenze
Sovietiche